# Monnina lehmanniana
Monnina lehmanniana är en jungfrulinsväxtart som beskrevs av Chod.. Monnina lehmanniana ingår i släktet Monnina och familjen jungfrulinsväxter. Inga underarter finns listade i Catalogue of Life.